# Маћеј Журавски
Маћеј Станислав Журавски (пољ. Maciej Stanisław Żurawski; 12. септембар 1976) бивши је пољски фудбалер који је играо на позицији нападача.
Наступао је за клубове Варта Познањ, Лех Познањ, Висла Краков, Селтик, Лариса и Омонија Никозија. 2010. године се вратио у Вислу где је завршио каријеру.
За репрезентацију Пољске је одиграо 72 утакмице и постигао 17 погодака. Наступао је на Светским првенствима 2002. и 2006. године и на Европском првенству 2008.
Током своје каријере је био доста ефикасан што се тиче постизања голова, тако да је на укупно 500 утакмица постигао 221 гол. Два пута је био најбољи стрелац Екстракласе.

## Успеси

### Клупски
Висла Краков
- Екстракласа: 2000/01, 2002/03, 2003/04, 2004/05, 2010/11.
- Куп Пољске: 2001/02, 2002/03.
- Лига куп Пољске: 2000/01.
- Суперкуп Пољске: 2001.

Селтик
- Премијер лига Шкотске: 2005/06, 2006/07, 2007/08.
- Куп Шкотске: 2006/07.
- Лига куп Шкотске: 2005/06.

Омонија
- Прва лига Кипра: 2009/10.

### Индивидуални
- Најбољи стрелац Екстракласе: 2001/02, 2003/04.
- Пољски фудбалер године: 2002.
- Фудбалски Оскар: 2002.
- Фудбалер године Екстракласе: 2001, 2002.
- Нападач године Екстракласе: 2003.
- СПЛ играч месеца: фебруар 2006.